# Grapsicepon micronesianum
Grapsicepon micronesianum är en kräftdjursart som beskrevs av Sueo M. Shiino 1942. Grapsicepon micronesianum ingår i släktet Grapsicepon och familjen Bopyridae. Inga underarter finns listade i Catalogue of Life.